# Formula ipsometrica
In idrostatica e in meteorologia, la formula ipsometrica permette di calcolare la pressione atmosferica (o di un generico fluido) in funzione della quota altimetrica; inoltre, permette di stabilire la distanza fra due superfici isobariche note.

## Derivazione
Per ricavare la formula si consideri la legge di Stevino, la quale afferma che la pressione esercitata da una colonna di altezza h di un fluido di densità costante {\displaystyle \rho } è proporzionale all'altezza, secondo la formula 
{\displaystyle P=\rho gh}
dove g è l'accelerazione di gravità.
Se si considera la densità dell'aria costante (modello di atmosfera omogenea), la differenza di pressione tra due quote {\displaystyle z_{0}} e {\displaystyle z} è semplicemente 
{\displaystyle P-P_{0}=\rho g\left(z-z_{0}\right)}
che è la formula ipsometrica per questo semplice modello.
In un modello più realistico, in cui la densità non è costante, ma varia con la quota, la formula precedente vale in forma differenziale:
{\displaystyle dP=\rho gdz}
L'andamento della densità può essere ricavata dalla legge dei gas perfetti:
{\displaystyle PV=nRT}
Il volume può essere scritto in funzione della densità come
{\displaystyle V={\frac {m}{\rho }}}
sostituendo questa espressione nell'equazione dei gas perfetti si trova
{\displaystyle P{\frac {m}{\rho }}=RT\Rightarrow \rho ={\frac {Pm}{RT}}}.
Sostituendo questa espressione nella formula differenziale precedente si ottiene
{\displaystyle dP=-{\frac {Pm}{RT}}gdz}
quindi
{\displaystyle {\frac {dP}{P}}=-{\frac {mg}{RT}}dz}
Si ottiene così una equazione differenziale del primo ordine nella variabile z; tale equazione può essere risolta nei diversi modelli di atmosfera, in particolare si può considerare la temperatura costante con la quota, oppure considerare costante il gradiente termico nella direzione verticale.
Nel primo caso (modello di atmosfera isoterma) per risolvere l'equazione basta integrare i due membri dell'equazione tra i valori di pressione {\displaystyle P} e {\displaystyle P_{0}}, e le quote {\displaystyle z} e {\displaystyle z_{0}}
{\displaystyle \log \left({\frac {P}{P_{0}}}\right)=-{\frac {mg}{RT}}\left(z-z_{0}\right)}
A partire da questa equazione è possibile ricavare la formula per calcolare la differenza di quota tra due superfici isobariche:
{\displaystyle \left(z-z_{0}\right)=\log \left({\frac {P}{P_{0}}}\right)\left(-{\frac {RT}{mg}}\right)}
e la formula per il calcolo della pressione a differenti quote
{\displaystyle e^{\ln {\left(P/P_{0}\right)}}=e^{-mg/RT\left(z-z_{0}\right)}} ⇒
{\displaystyle P=P_{0}e^{-mg\left(z-z_{0}\right)/RT}}